# Neil Harbisson
Neil Harbisson (Londres, 27 de julho de 1984) é um artista audiovisual e presidente da Fundação Cyborg. Em 2004, se tornou a primeira pessoa reconhecida como ciborgue por um governo. Harbisson tem acromatopsia, uma condição que desde o nascimento o obrigou a ver o mundo em preto e branco. Desde os 20 anos, tem instalado um olho eletrônico chamado eyeborg, que permite ao artista escutar as cores.Em 2010, inaugurou a Fundação Cyborg, uma organização internacional para ajudar os seres humanos a converterem-se em cyborgs e defender os direitos dos cyborgs.
O trabalho de arte de Harbisson foi classificado em conjunto com as obras de Yoko Ono e Marina Abramović como uma das 10 performances de arte mais chocantes de todos os tempos. Seu trabalho está focado na criação de novos sentidos e na criação de obras de arte externas através desses novos sentidos.

## Vida e Carreira
Neil Harbisson nasceu com acromatopsia, uma condição que só lhe permite ver em preto e branco. Ele cresceu em Mataró, na Província de Barcelona (Espanha), onde estudou música, dança e dramaturgia em várias escolas. Harbisson começou a compor peças para piano com 11 anos de idade. Na escola, quando perguntava aos colegas para passar a tinta vermelha ou para pegar uma caneta azul, estes muitas vezes pensavam que Harbisson estava apenas sendo preguiçoso. Vestia-se exclusivamente em preto e branco. "Qual é o sentido de usar algo que eu não posso apreciar?", perguntava ele. Aos 16 anos de idade começou a estudar belas Artes no Instituto Alexandre Satorras, onde recebeu permissão para desenvolver suas obras usando apenas preto e branco. Os primeiros trabalhos de Harbisson são todos em preto e branco.
Em maio de 2001, depois de subir em uma árvore no centro de Mataró para evitar que fosse cortada, Harbisson ganhou a atenção da mídia na Espanha. Nesta ocasião, permaneceu nas árvores por vários dias, recebendo o apoio de mais 3.000 pessoas, que assinaram uma petição para evitar que as árvores fossem derrubadas. O protesto surtiu efeito e a prefeitura anunciou que as árvores não seriam mais cortadas.
Harbisson mudou-se para a Irlanda em setembro de 2001 para concluir seus estudos de piano na "Walton's New School of Music", Dublin. Em 2002, ele se mudou para a Inglaterra, onde estudou composição musical no "Dartington College of Arts".
Em 2010, Harbisson cofundou a fundação Cyborg com Moon Ribas, uma organização de âmbito internacional que visa ajudar os seres humanos a tornarem-se cyborgs, defendendo os seus direitos e promovendo o "cyborgism" como um movimento artístico. Em 2016, Harbisson lançou a Cyborg Nest, uma empresa que desenvolve implantes humanos que visam expandir as sensações e os sentidos.

## Prêmios
- 2018 - Guinness World Record[18][19][20]
Guinness Book of Records
- 2016 - Tribeca X Award[21]
Tribeca Film Festival, New York
- 2015 - Futurum Award[22]
Futurum, Monaco
- 2014 - Bram Stoker Gold Medal[23]
Trinity College, Dublin
- 2013 - Focus Forward Grand Jury Award[24]
Sundance Film Festival, USA
- 2010 Cre@tic Award 2010[25]
Tecnocampus Mataro
- 2010 Stage Creation Award[26]
- 2009 - Phonos Music Grant[27]
IUA Phonos, Spain
- 2005 - Best Performing Story[28]
ResearchTV, UK
- 2004 - Innovation Award 2004
Submerge (Bristol, UK)
- 2004 - Europrix Multimedia Award[29]
Vienna, Austria
- 2001 - Stage Creation Award